# Bruno Pittermann
Bruno Pittermann (Vienna, 3 settembre 1905 – Vienna, 19 settembre 1983) è stato un politico e insegnante austriaco.
Si impegnò in politica giovanissimo. A diciotto anni si iscrisse infatti al Partito Socialdemocratico d'Austria. Nel 1928 conseguì una Laurea in Storia ed intraprese la professione di insegnante.
Nel 1934 venne incarcerato in quanto contrario al regime austrofascista di Engelbert Dollfuss. Fu scarcerato poco tempo dopo. Tuttavia, soprattutto a seguito dell'Anschluss nazista, si vide costretto a tenersi in disparte dalla vita pubblica per la sua sicurezza e quella della sua famiglia. Dal 1934 al 1945 fece parte di un gruppo di resistenti antifascisti di idee socialiste.
Nel secondo dopoguerra riprese a pieno la propria attività politica. 
Nel periodo 1957-1967 fu infatti Vicecancelliere e Presidente del Partito Socialdemocratico d'Austria. 
Dal 1964 al 1976 fu inoltre a capo dell'Internazionale Socialista.
Morì nel 1983 dopo essere stato colpito da tre ictus cerebrali ed essere diventato cieco.